# Лурін Ігор Анатолійович
Ігор Анатолійович Лурін (18 червня 1968 м. Вінниця) —  український військовий лікар, академік Національної академії медичних наук України (2021), доктор медичних наук (2007), професор (2012), віцепрезидент НАМН України (2021), керівник відділу військово-медичної науки при Президії НАМН України (2018), Лауреат Державної Премії України в галузі науки і техніки (2012), Лауреат Премії Кабінету Міністрів України за розроблення і впровадження інноваційних технологій (2016), Лауреат Державної Премії України в галузі освіти (2018), Лауреат Премії НАН України імені М. М. Амосова (2020), Заслужений лікар України (2012), генерал-майор медичної служби, державний службовець 3-го рангу.
Син іншого відомого українського військового лікаря Луріна Анатолія Григоровича.

## Життєпис
Народився 18 червня 1968 році у Вінниці у родині військовослужбовців. В 1985 році закінчив середню школу № 52 м. Новосибірська. Того ж року вступив на лікувальний факультет Новосибірського державного медичного інституту. З 1987 по 1989 роки проходив строкову службу у лавах ЗС СРСР. З 1989 по 1991 рік продовжив навчання у Новосибірському державному медичному інституті. З 1991 року по 1993 рік  - навчався на Військово-медичному факультеті при Сибірському медичному університеті, якій закінчив з відзнакою, здобувши кваліфікацію лікаря. За особистим рапортом для подальшого проходження служби переведений в Україну.
До вересня 1993 року проходив службу на посаді старшого ординатора операційно-перев'язувального взводу окремого медичного батальйону Одеського військового округу. З жовтня 1993 по листопад 1996 року навчався в Українській військово-медичній академії в складі слухачів її першого набору, яку закінчив з золотою медаллю та був занесений на Дошку Пошани УВМА.
З 1996 по 2013 рік проходив службу у Національному військово-медичному клінічному центрі «ГВКГ» МО України та Службі безпеки України, з яких чотири роки на посаді заступника начальника НВМКЦ «ГВКГ» — головного хірурга МО України та 3-и роки як керівник медицини спеціальної служби. У 2011 році закінчив Національну академію державного управління при Президентові України та здобув кваліфікацію магістра державного управління.
Керівник департаменту з питань охорони здоров'я Адміністрації Президента України (2014—2019), радник Міністра оборони України (2018), керівник відділу військово-медичної науки при Президії НАМН України (з 2018 року), державний службовець 3-го рангу.
11 березня 2021 року таємним голосуванням на Загальних зборах НАМН України обраний її віцепрезидентом.
Генерал-майор медичної служби (перший з випускників УВМА).

## Наукові звання
- Доктор медичних наук (2007)[3]
- Професор (2012)
- Член-кореспондент НАМН України (2017)
- Академік НАМН України (2021)

## Нагороди та відзнаки
- Почесне звання «Заслужений лікар України» (2012),
- Лауреат Державної премії України в галузі науки і техніки (2012),
- Лауреат Премії Кабінету Міністрів України за розроблення і впровадження інноваційних технологій (2016)[4],
- Лауреат Державної премії України в галузі освіти (2018),
- Відзнака НАН України «За сприяння розвитку науки» (2018),
- Відзнака НАМН України «Знак пошани» (2018),
- Орден «За заслуги» III ступеня (2019)[5] ,
- Лауреат Премії НАН України імені М. М. Амосова (2020),
- Медаль імені М. М. Амосова «За видатні досягнення» НАМН України (2020),
- Орден «За заслуги» II ступеня (2021)[6],
- Понад 40 відомчих медалей та відзнак Міністерства оборони та Служби безпеки України, іменна вогнепальна зброя. Единий з представників медицини силових відомств, який є Лауреатом 4-х головних наукових премій держави.

## Наукова діяльність
Основні наукові дослідження полягають у розробці теоретичних основ організації медичного забезпечення Збройних Сил України, інших військових формувань і цивільного населення в умовах сучасної війни та концентруються навколо створення оптимальних моделей відомчих систем охорони здоров'я, наукового обґрунтування реформування вітчизняної системи військової охорони здоров'я відповідно до сучасних викликів та міжнародного досвіду.
Основні напрями наукової діяльності: наукове обґрунтування: організації та надання медичної допомоги військовослужбовцям та цивільному населенню, постраждалому в умовах ведення бойових дій; структурної перебудови національної системи медичного забезпечення на воєнний час та в умовах надзвичайних ситуацій і створення необхідної медичної інфраструктури; розроблення та впровадження нової організаційно-штатної структури закладів охорони здоров'я; створення нормативно-правової бази та впровадження програмно-цільового планування діяльності військово-медичної галузі. Фундаментальні дослідження вогнепальної рани: морфологія та балістика.
Автор 260 наукових праць, з них: 15 монографій, 4 підручники, 30 навчальних посібників, 10 методичних рекомендацій, 23 патенти, 2 наукових винаходи, 15 корисних моделей, 5 раціоналізаторських пропозицій. Підготував 4 доктори та 7 кандидатів наук.
Головний редактор науково-практичного журналу НАМН України «Наука і практика». Перший заступник головного редактора «Українського журналу військової медицини».
Довгі роки був членом Експертної ради МОН України з національної безпеки та спеціальних проблем оборони та оборонно-промислового комплексу. Член секції з медицини та секції з розгляду робіт, що становлять державну таємницю, Комітету з Державних премій України в галузі науки і техніки.
Таємним голосуванням 16 вересня 2021 року Загальними зборами НАМН України Луріна І. А. обрано академіком Національної академії медичних наук України за спеціальністю «Науково-медичне забезпечення Збройних Сил та правоохоронних органів». Єдиний з представників медицини силових відомств, якій обраний дійсним членом (академіком) НАМН України.
Основні наукові праці у співавторстві: «Розгортання та організація роботи військового польового багатопрофільного госпіталю» (2008), «Аеромедична евакуація» (2010), «Вплив медико-географічних факторів і умов на стан здоров'я особового складу військ (сил) та організацію медичного забезпечення» (2015), монографія «Нові погляди на медичне забезпечення військовослужбовців Збройних Сил України та інших військових формувань (за досвідом проведення антитерористичної операції)»; співавтори Галушка Андрій Миколайович, Запорожан Степан Йосипович, Корда Михайло Михайлович, Кіх Андрій Юрійович (2015), «Медичне забезпечення особового складу Збройних Сил України та інших військових формувань в різних кліматогеографічних умовах: монографія» (2016), «Організація медичного забезпечення військових частин (з'єднань) Збройних Сил України на воєнний час» (2016), «Організація медичного забезпечення у Збройних Силах України при надзвичайних ситуаціях мирного та воєнного часу» (2016), «Медична евакуація поранених і хворих у Збройних Силах України на особливий період» (2016), Патоморфоз вогнепальних ран м'яких тканин (2018), Бойова травма серця, грудної аорти та магістральних судин кінцівок (2019), Досвід організації санітарно-гігієнічного та протиепідемічного забезпечення військ (сил) під час проведення антитерористичної операції (Операції об'єднаних сил) (2019), Медичне забезпечення Збройних Сил України під час антитерористичної операції та операції Об'єднаних сил на території Луганської та Донецької областей у 3-х частинах (2020), Вогнепальні поранення м'яких тканин (досвід антитерористичної операції/операції об'єднаних сил) (2020), Лікування поранених з бойовими травмами кінцівок (2020), Розвиток системи фізичної та реабілітаційної медицини в умовах ведення збройного конфлікту (2020), Акушерсько-гінекологічна допомога та збереження репродуктивного здоров'я у жінок в умовах збройного конфлікту (2020), Вогнепальні непроникаючі черепно-мозкові поранення (2020), Атлас бойової хірургічної травми (досвід антитерористичної операції/ операції об'єднаних сил) (2021).